# Terusan Jawa
Terusan Jawa is een bestuurslaag in het regentschap Ogan Komering Ilir van de provincie Zuid-Sumatra, Indonesië. Terusan Jawa telt 1200 inwoners (volkstelling 2010).